# Шень-нун
Шень-нун (神農) — легендарний давньокитайський володар, один з центральних культурних героїв, з ім'ям якого пов'язується початок землеробства у Китаї. Роки життя, згідно з міфами, визначаються між 2838 та 2699 роками до н.е.

## Родина та вигляд
За переказами мати Шень-нуна — Нюй-ден зачала його після того, як побачила чудесного дракона (луна). За більшістю уявлень Шень-нун мав такий же вигляд, як і інші міфічні першопредки: зміїний тулуб, людське обличчя, бичачу голову (що пов'язано з його функцією бога землеробства) і ніс тигра. Вважається, що Шень-нун був зеленого кольору (колір рослинності).

## Місце у міфах

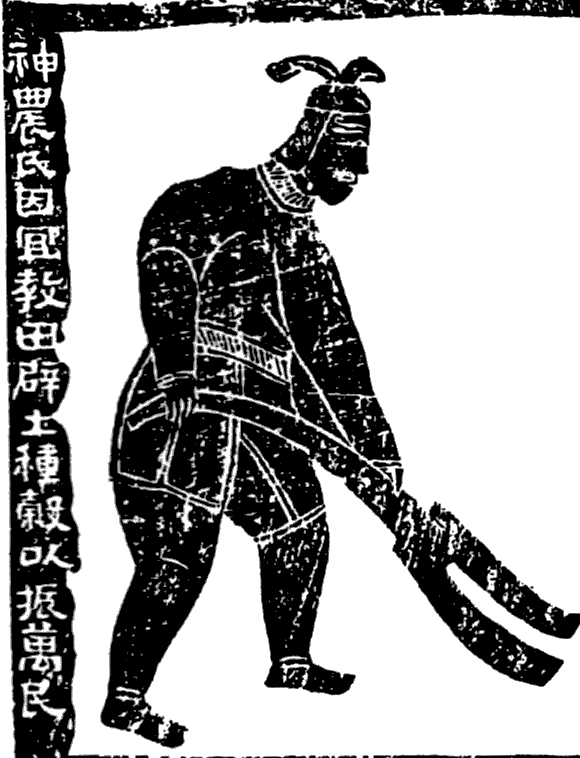
Шень-нун із плугом (стінопис часів династії Хань)

Коли він народився, в землі самі собою з'явилися дев'ять колодязів. При ньому з неба випало дощем просо, і Шень-нун тут же став орати землю і сіяти його. Йому ж приписується винахід сільськогосподарських знарядь.
Шень-нуна вважають першим «фармакологом». Він ходив з червоним батогом і шмагав трави, визначаючи їх цілющі властивості і смакові якості. У нього був спеціальний триніжок, на якому готувалися цілющі відвари. За переказами жителі Байміньго (царство білих людей) піднесли Шень-нуну тварину яо-шоу ("лікарський звір "). Коли хто-небудь занедужував, варто було тільки погладити звіра по спині і сказати йому про це, як він тут же мчав у поля і приносив у зубах потрібну для зцілення траву.
Шень-нуну приписують винахід чаю. Згідно з легендами одного разу Шень-Нун підігрівав на багатті воду, щоб випробувати зібрані лікарські трави, як нізвідки не візьмись подув сильний вітер і зірвав з зеленого куща кілька листочків, які впали прямо в казанок. Підійшовши ближче імператор почув незвичайний аромат, а покуштувавши відвар, був захоплений його терпким і насиченим смаком і ніжним зеленувато-жовтим кольором. Після декількох ковтків Шень-Нун відчув приплив сил, ясність розуму і надзвичайну бадьорість. З тих пір великий імператор не пив інших напоїв, крім чаю.
З Шень-нуном пов'язується також початок торгівлі (він влаштував перші мінові базари). У пізній народній міфології Шень-нун — один з тріади міфічних государів (сань хуан) — покровителів медицини. Іноді його іменують Яо-ваном (Царем ліків) .

## Смерть
Згідно одного з міфів одного разу Шень-нун проковтнув стоножку, кожна нога якої перетворилася на хробака, в результаті чого помер. 